# 李敖
李 敖（り ごう、1935年4月25日-2018年3月18日）は、台湾の作家、中国の近代史研究者、時事評論家、政治家。
中華民国の立法委員を1期務めたことがある。ハルビン出身。字は敖之、幼名は安辰、祖籍は山東省濰坊市。

## 経歴
李敖の父の李鼎彝はかつて抗日戦争時に華北で秘密裏の仕事に従事していた。1949年中国国民党と中国共産党の内戦の際、父の李鼎彝、母の張桂貞に従って上海から台湾の台中に移住する。李敖もかつて自叙伝の中で述べているが、その祖先は雲南省のミャオ族かもしれないという。
台湾大学歴史研究所中退。かつて国民党の独裁下では、政治犯名簿の公開などの人権守護・反体制活動を行って、2回逮捕・投獄された経歴も持つ。出獄後は「筆伐」といい、党外雑誌に多くの文章を寄せたため、作品が検閲に遭い、発行禁止となったことも多い。2000年の中華民国総統選挙に新党から立候補したが得票率わずか0.13%で落選した。その後2004年の立法院委員選挙に無所属で立候補し当選している。なお、軍隊から退役した後に雑誌を立ち上げ、多くの文化人と中西文化の優劣などについて筆戦を繰り広げた。また、些細なことでメディアや言論人を名誉毀損で起訴したことが多く、メディアの統計によると一生で300人以上を起訴したため、「訴訟ゴロ」とも言われる。
香港の鳳凰衛視では「李敖有話説」という冠番組を持っていた。
彼の著作には、『北京法源寺』などがある。李敖の博学さ、その上彼の探し集める資料の日の組、自分に「奇才」、「大師」の評価を与えられている。それ以外に、彼はまたかつて胡適、銭穆、殷海光、雷震、梁実秋などと往来があった。

## 邦訳作品
- 李敖 著、土屋英明 訳『中国文化とエロス』東方書店、1993年。ISBN 4497923657。